# Tatiana Clouthier
Tatiana Clouthier Carrillo (Culiacán, Sinaloa; 12 de agosto de 1964) es una profesora, política y funcionaria mexicana, miembro del Movimiento Regeneración Nacional. Del 4 de enero del 2021 al 6 de octubre del 2022 fue secretaria de Economía de México.Ha sido dos veces diputada federal plurinominal al Congreso de la Unión, la primera ocasión en 2003-2006 y la segunda en 2018-2020. Fue coordinadora de campaña presidencial de Andrés Manuel López Obrador para las elecciones federales de México de 2018. Ha trabajado en la administración pública a nivel municipal y estatal.

## Biografía
Nacida el 12 de agosto de 1964, es hija de Manuel Clouthier "Maquío", candidato presidencial del Partido Acción Nacional en la elecciones de 1988. Tiene 10 hermanos entre los cuales están: Manuel Clouthier y Rebeca Clouthier Carrillo. 

### Estudios y formación
Tatiana Clouthier estudió la licenciatura en lengua inglesa en el Tecnológico de Monterrey y tiene una maestría en administración pública por la Universidad Autónoma de Nuevo León.

## Trayectoria profesional
Ha sido traductora de programas en administración avanzada y socia de la compañía de traducciones Expresa. Es miembro de la Women’s Democracy Network, de un grupo de promoción de la cultura de la legalidad y de Red Cívica, A. C.; también fue colaboradora de Reporte Índigo, columnista de El Porvenir y de El Financiero, autora de cinco libros y ha sido ponente en foros con los temas de derechos humanos, ciudadanía y democracia, tanto a nivel nacional como internacional.
Clouthier Carrillo ha formado parte de grupos ciudadanos como la Alianza de Organizaciones Ciudadanas, Red Cívica, Opción Ciudadana, Grupo San Ángel y Evolución Mexicana. También fue organizadora de la marcha mundial de mujeres 2000, capítulo Nuevo León.

## Carrera política
Militó en el Partido Acción Nacional, al que renunció en 2005. En el PAN trabajó como coordinadora en elecciones locales y federales, observadora electoral en diversos estados, consejera estatal de su partido en Nuevo León y diputada federal suplente en la LV Legislatura.
En 2003 fue elegida diputada federal plurinominal por su partido para la LIX Legislatura en la que se desempeñó como integrante de las comisiones de Comunicaciones, de Vivienda, de la comisión especial para la Reforma del Estado, así como secretaria de la comisión de Educación Pública y Servicios Educativos.

### Renuncia al PAN (2005)
Tras la elección en 2005 de Manuel Espino como Dirigente Nacional del PAN, ella renunció acusando a su partido de ir en dirección contraria de los valores que lo fundaron y dando fin a una militancia de 15 años. Clouthier acusó que: “Tristemente veo que nuestro partido no ha mostrado tener un proyecto claro y definido ahora que es gobierno a nivel federal. Vemos al Presidente por un lado, nosotros por otro, parece que se gobierna más con el PRI que con el PAN. El PAN se sacó al priísta que dicen todos llevamos dentro y éste afloró en las prácticas: compra de voluntades, regala o intercambia puestos, amenaza, etcétera.”

### Candidata a la alcaldía de San Pedro, Nuevo León (2009)
En 2009 Clouthier Carrillo y un movimiento ciudadano publicaron un anuncio en el que buscaban un partido político que permitiera registrarla como candidata a la presidencia municipal de San Pedro Garza García, registrar un cabildo y un candidato al distrito local XVIII del estado de Nuevo León para las elecciones de 2009 de manera libre y sin necesidad de registrarse al partido. El 3 de abril de 2009, el partido Nueva Alianza fue el único que aceptó firmar ante notario estas condiciones, ya que Clouthier y el movimiento ciudadano buscaban crear un laboratorio ciudadano que sirviera de ejemplo a otros grupos apartidistas. Necesitaban de un partido, ya que las candidaturas independientes no eran válidas en Nuevo León en aquel entonces.
A pesar de que las encuestas la posicionaron en un segundo lugar por abajo del PAN, los medios empezaron a hablar del "factor Tatiana", incluso Mauricio Fernández Garza, candidato del PAN, aceptó que le iba a restar votos. Finalmente quedó en tercer lugar con el 23.3% de los votos, detrás del 46.6% del PAN y el 26.65% del PRI. Sin embargo, la diferencia entre el candidato del PRI y Clouthier, fue de apenas 2,058 votos.

### Coordinadora de campaña de Andrés Manuel López Obrador (2018)
Clouthier atrajo la atención nacional al ser elegida coordinadora de la campaña presidencial de Andrés Manuel López Obrador en 2018, a quien conoció en 2006. Tal elección causó sorpresa en su familia, de tradición panista.
Como coordinadora de campaña de López Obrador, Clouthier tuvo una actividad notable en la red social Twitter, medio en el que observó una oportunidad de conectar su campaña con un sector joven de la población mexicana, especialmente los de la generación milenial. Por esa razón, impulsó la iniciativa Abre más los ojos, proyecto que tuvo como clave explicar de manera sencilla y en un lenguaje desenfadado las propuestas de campaña del candidato. Debido a dichas interacciones, Clouthier fue apodada en Twitter como "Tía Tatis".
Luego de recibir diversas propuestas para ser parte del gabinete, Clouthier optó por ser diputada plurinominal, cargo que ocupó del 1 de septiembre de 2018 al 7 de diciembre de 2020. En esa posición se manifestó contraria a la propuesta de la militarización de la Guardia Nacional, nuevo organismo de seguridad pública a nivel federal propuesto por López Obrador.

### Secretaría de Economía de México (2021-2022)
El 7 de diciembre de 2020 el presidente López Obrador anunció su nombramiento como Secretaria de Economía de México, donde relevó a Graciela Márquez Colín donde tiene la misión de reconstruir los puentes con el sector empresarial después de recientes tensiones y la salida del jefe de la oficina de Presidencia, Alfonso Romo. Clouthier asumió formalmente el cargo como secretaria de Economía el 4 de enero de 2021. El 6 de octubre de 2022 presentó su renuncia al cargo mediante una carta dirigida al presidente López Obrador.

#### Pabellón de México en la Expo 2020 Dubái
El 17 de junio Clouthier participó en la presentación del Pabellón de México en la Exposición Universal de Dubái de 2020, mismo en el que se incluyó un espacio para promover diversas mipymes mexicanas y que Clouthier visitó en febrero de 2022 en el marco de una gira de trabajo.

## Publicaciones
- Curul 206. Una visión del Congreso. México: Grafo Print Editores. 2006.
- Maquío, mi padre. México: Grijalbo. 2007.
- Juntos Hicimos Historia. México: Grijalbo. 2019.